# (6797) Östersund
(6797) Östersund ist ein Asteroid des äußeren Hauptgürtels, der am 21. März 1993 im Rahmen des Uppsala-ESO Surveys of Asteroids and Comets am La-Silla-Observatorium der Europäischen Südsternwarte in Chile (IAU-Code 809) entdeckt wurde. Sichtungen des Asteroiden hatte es schon 1985 am Krim-Observatorium in Nautschnyj gegeben, und zwar am 21. September (1985 SZ5), 18. Oktober (1985 UH6) und 12. November (1985 VY5).
Der Asteroid ist Mitglied der Koronis-Familie, einer Gruppe von Asteroiden, die nach (158) Koronis benannt ist. Die zeitlosen (nichtoskulierenden) Bahnelemente von (6797) Östersund sind fast identisch mit denjenigen von fünf kleineren (wenn man von der Absoluten Helligkeit von 14,5, 15,0, 15,0, 15,7 und 16,7 gegenüber 12,5 ausgeht) Asteroiden: (21993) 1999 XH26, (69843) 1998 SL22, (104678) 2000 GB152, (164546) 2006 JY39 und (307385) 2002 SP68.
(6797) Östersund wurde am 28. September 1999 nach der schwedischen Stadt Östersund benannt.